# (29075) 1950 DA
(29075) 1950 DA ist ein Asteroid vom Apollo-Typ, der am 22. Februar 1950 vom US-amerikanischen Astronomen Carl Alvar Wirtanen am Lick-Observatorium in Kalifornien bei einer Helligkeit von 14 mag entdeckt wurde. Nachdem der Asteroid dort bis zum 12. März beobachtet werden konnte, war er zunächst verloren. Er wurde erst über 31 Jahre später am 30. September 1981 am Siding-Spring-Observatorium in Australien zunächst unbemerkt fotografiert und dann erst wieder am 31. Dezember 2000 von LONEOS aufgefunden und identifiziert.
Die Bahn des Asteroiden besitzt durch ihre große Exzentrizität eine Periheldistanz (sonnennächster Punkt), die kleiner als das Perihel der Erde, und eine Apheldistanz (sonnenfernster Punkt), die größer als die Apheldistanz des Mars ist. Er wird daher zu den erdnahen Asteroiden (NEA) vom Apollo-Typ gezählt, der nicht nur die Erdbahn kreuzen könnte, sondern auch noch ein Bahnkreuzer des Mars ist. Durch die Schrägstellung der Bahn des Asteroiden gegenüber den Bahnen der Planeten kann 1950 DA auf seiner Bahn derzeit aber der Marsbahn nicht näher kommen als bis auf etwa 17,9 Mio. km (0,12 AE). Bei der Erdbahn ist derzeit eine Annäherung bis auf etwa 6,19 Mio. km (0,041 AE) möglich, das entspricht dem 16-fachen mittleren Abstand Erde–Mond. Da dieser Wert sich im Laufe der Zeit verringert, wird 1950 DA als potentiell gefährlicher Asteroid (PHA) eingestuft, der die Erde durch einen Einschlag bedrohen könnte. Die Umlaufzeit des Asteroiden steht in einer 4:9-Bahnresonanz mit der Erde.
Die größten Annäherungen von 1950 DA an die Erde seit 1900 erfolgten am 12. März 1950 bis auf etwa 8,87 Mio. km und am 5. März 2001 bis auf etwa 7,79 Mio. km. Eine Annäherung bis auf etwa 11,3 Mio. km wird am 2. März 2032 erfolgen. Im 22. Jahrhundert wird der Asteroid der Erde aber noch deutlich näher kommen, nämlich am 10. März 2105 bis auf 5,43 Mio. km, am 11. März 2136 bis auf 6,37 Mio. km und am 8. März 2187 sogar bis auf 5,27 Mio. km.

## Optische und Radarbeobachtungen
Die größte Annäherung an die Erde seit der Entdeckung des Asteroiden bot um den März 2001 Gelegenheit zu umfangreichen Beobachtungen. Aus photometrischen Messungen an der Sternwarte Ondřejov in Tschechien vom 29. Januar bis 16. Februar 2001 wurde eine Lichtkurve erstellt, aus der eine Rotationsperiode von 2,122 h abgeleitet werden konnte.
Radarastronomische Beobachtungen erfolgten vom 3. bis 7. März am Goldstone Deep Space Communications Complex in Kalifornien bei 8,56 GHz und am Arecibo-Observatorium bei 2,38 GHz. Die Auswertung der reflektierten Radarsignale des Asteroiden ergab das Bild eines glatten, kugeligen und relativ ungegliederten Objekts mit einigen Vertiefungen und Graten. Die polarimetrischen Daten wiesen auf eine sehr glatte Oberfläche im Zentimeter- bis Dezimetermaßstab hin. Unter Verwendung auch der optischen Daten der Sternwarte Ondřejov konnten aus den Messwerten zwei alternative Rotationsachsen für pro- und retrograde Rotation sowie eine Rotationsperiode von 2,1216 h bestimmt werden. Für das Modell mit retrograder Rotation wurde ein äquivalenter Durchmesser von 1,30 km und eine visuelle Albedo von 0,20 ± 0,05 abgeleitet. Für das Modell mit prograder Rotation unterschieden sich die Werte nur geringfügig. Zwischen beiden Modellen konnte aber mit den vorliegenden Daten noch keine eindeutige Entscheidung getroffen werden.
Eine Auswertung spektroskopischer Daten, die zwischen 2001 und 2003 an der Infrared Telescope Facility (IRTF) auf Hawaiʻi aufgenommen worden waren, ergaben für die Albedo eine Abschätzung auf >0,25 in Übereinstimmung mit früheren Untersuchungen. Das Spektrum war sehr ähnlich dem von (3103) Eger, daher wurde 1950 DA wie dieser ebenfalls als E-Typ (mit geringer Wahrscheinlichkeit für einen M-Typ) klassifiziert.
Im Rahmen der NEOWISE-Mission des Weltraumteleskops Wide-Field Infrared Survey Explorer (WISE) konnten in einer Untersuchung von 2011 für 486 erdnahe Objekte (NEOs) physikalische Parameter bestimmt werden. Für den Asteroiden 1950 DA wurden aus 29 Messungen im Infraroten u. a. ein Durchmesser von 2,0 km und eine optische Albedo von nur 0,07 abgeleitet.

## Innerer Aufbau
Aus Analysen der Messergebnisse des Asteroiden, insbesondere hinsichtlich seiner Astrometrie, seiner Rotationsgeschwindigkeit, seinem aus Radarbeoachtungen erhaltenen Gestaltmodell und seiner thermisch-infraroten Daten konnte ein bemerkenswert geringer Wärmeeindringkoeffizient und eine korrespondierende Schüttdichte ermittelt werden. Es zeigte sich, dass diese Schüttdichte viel niedriger ist als die Dichte, die mindestens erforderlich ist, um durch die Gravitation den Verlust von Oberflächenmaterial durch Zentrifugalkräfte zu verhindern. Wenn man wegen der ähnlichen Radar-Albedo den Asteroiden mit (21) Lutetia vergleicht, die aus Enstatit-Chondrit mit einer hohen Dichte besteht, muss man eine Porosität von etwa 50 % annehmen, damit handelt es sich bei 1950 DA um einen Rubble Pile-(Trümmerhaufen)-Asteroiden aus zahlreichen kleineren Körnern und Brocken, der nur durch die Gravitation lose zusammengehalten wird. Seine Oberfläche ist wahrscheinlich von feinkörnigem Regolith bedeckt. Aufgrund seiner schnellen Rotation würden dennoch große Teile des Asteroiden an seinem Äquator weggeschleudert werden. Es muss daher notwendigerweise ausreichend kohäsive Kräfte zwischen seinen Körnern geben, die dies verhindern.
Eine dreidimensionale Modellierung des Asteroiden mit einer Finite-Elemente-Methode konnte noch genaueren Aufschluss über die plastischen Verformungen im Inneren des Körpers und die notwendige Kohäsion für seinen Zusammenhalt liefern. Aus den Werten des Wärmeeindringkoeffizienten und einem Modell der Wärmeleitfähigkeit des an der Oberfläche des Asteroiden vorkommenden Regoliths wurde ein mittlerer Radius der Körner zwischen 30 und 120 µm abgeleitet. Im Labor konnte anschließend die Kohäsion solcher Regolith-Körner bestimmt werden. Die erhaltenen Werte waren übereinstimmend mit den für einen Zusammenhalt des Asteroiden erforderlichen Kohäsionskräften.
Die Kenntnis des genauen inneren Aufbaus des Asteroiden, wo durch sehr geringe Einwirkungen von außen bereits dessen teilweiser oder vollständiger Zerfall ausgelöst werden dürfte, könnte wichtig werden, wenn es in Zukunft darum geht, einen Zusammenstoß solcher Körper mit der Erde zu verhindern.

## Möglicher Impaktor
Mit Hilfe der Radarbeobachtungen am Goldstone- und Arecibo-Observatorium vom März 2001, als der Asteroid nur gut 20-mal weiter von der Erde entfernt war als der Mond, konnte sowohl die Größe und Form des Körpers bestimmt werden, als auch eine wesentlich genauere Astrometrie durchgeführt werden. Die daraus gewonnenen verbesserten Bahnelemente für den Asteroiden ergaben damals, dass er am 16. März 2880 mit einer Wahrscheinlichkeit zwischen Null und 0,33 % mit der Erde kollidieren könnte. Der Maximalwert ist drei Größenordnungen höher als die Einschlagswahrscheinlichkeit, die für jedes andere Objekt berechnet wurde, das groß genug ist, um in die Erdatmosphäre einzudringen, und entspricht einer Gefahreneinstufung von +0,17 auf der Palermo-Skala, also 1,5-mal größer als die Gefahr eines zufälligen Hintergrundereignisses bis 2880. Obwohl 1950 DA über eine der am besten ermittelten Bahnbestimmungen von Asteroiden (oder Kometen) verfügte, wurde es zur damaligen Zeit wegen der Vielfalt relevanter Störeinflüsse, wie mehrere enge Begegnungen mit Mars, Erde und Mond, die Gravitation anderer Asteroiden, die Unsicherheit der Planetenmassen, der Strahlungsdruck der Sonne und insbesondere der nicht einschätzbare Jarkowski-Effekt, nicht als möglich angesehen, eine verlässliche, konkrete Kollisionswahrscheinlichkeit zu berechnen.
Trotz der geringen Wahrscheinlichkeit des Ereignisses wurde exemplarisch ein hypothetisches Szenario durchgespielt, in dem 1950 DA 600 km östlich der Küste der Vereinigten Staaten auf das Meer treffen würde. Bei einer Geschwindigkeit von 17,8 km/s würde der Asteroid an der Einschlagstelle einen Hohlraum mit einem Durchmesser von 19 km und einer Tiefe bis zum Ozeanboden (5 km) sprengen. Hunderte Meter hohe Tsunamiwellen würden folgen, wenn der vorübergehende Einschlagshohlraum zusammenbricht. Innerhalb von zwei Stunden nach dem Eintreten des Szenarios würden 100-m-Wellen von Cape Cod bis Cape Hatteras auf Land treffen. Innerhalb von 12 Stunden würden 20-m-Wellen Europa und Afrika erreichen.
Die Wahrscheinlichkeit für einen Zusammenstoß mit der Erde hängt entscheidend davon ab, in welchem Ausmaß die Bewegung des Asteroiden durch den Jarkowski-Effekt beeinflusst wird, eine schwache nicht-gravitative Störung, die aus der anisotropen Abstrahlung von Wärme durch absorbierte Sonnenstrahlung entsteht, und deren Wirkung sich aufgrund der langen Zeitspanne zu einer merklichen Bahnverschiebung akkumulieren kann. In einer Untersuchung von 2005 wurde daher eine genaue optische Astrometrie ab 2004 empfohlen, um den Effekt dann bei der Erdannäherung im Jahr 2012 mithilfe von Radarbeobachtungen möglichst sicher quantitativ bestimmen zu können. Aus den Beobachtungen aus den Jahren 1951 bis 2012 konnte dann auch in der Folge für eine bevorzugte retrograde Rotation des Asteroiden ein Wert für die Jarkowski-Beschleunigung errechnet werden, der einen Zusammenstoß mit der Erde eher ausschließen würde.
Die geschätzte Einschlagswahrscheinlichkeit wurde seit den ersten Berechnungen mehrmals aktualisiert. In einer Untersuchung von 2013 konnten auf der Grundlage aller optischen Beobachtungen bis 2012 und der Radarbeobachtungen von 2001 wesentlich genauere Bahnelemente für 1950 DA bestimmt werden. Aus den bekannten physikalischen Parametern wurden zunächst für beide Rotationsrichtungen neue Abschätzungen für die Jarkowski-Beschleunigung abgeleitet. Ein Vergleich mit astrometrischen Daten ergab bereits hier eine sehr hohe Wahrscheinlichkeit für eine retrograde Rotation des Asteroiden. Mit diesen Bahndaten wurde eine Einschlagswahrscheinlichkeit auf die Erde im Jahr 2880 berechnet. Zur Abschätzung der Genauigkeit wurden dabei auch die Einflüsse unterschiedlicher Störfaktoren auf das Ergebnis bewertet, wie die Gravitation anderer Asteroiden, relativistische Effekte, Strahlungsdruck der Sonne und anderes. Es zeigte sich dabei, dass die Größe und das Vorzeichen der Jarkowski-Beschleunigung hierbei bei weitem den größten Einfluss auf das Ergebnis besitzt. Unter Berücksichtigung aller Faktoren wurde schließlich eine Einschlagswahrscheinlichkeit von 0,05 % mit einer Gefahreneinstufung von −0,56 auf der Palermo-Skala errechnet. Kurz darauf konnte durch eine Neubewertung der Arecibo-Radardaten aus 2001 und eine Einbeziehung neuer Radar-Abstandsmessungen aus 2012 nachträglich die Jarkowski-Beschleunigung noch wesentlich genauer eingegrenzt und die Rotation nunmehr als definitiv retrograd bestimmt werden, was in einer Einschlagswahrscheinlichkeit von 0,025 % mit einer Gefahreneinstufung von −0,83 auf der Palermo-Skala resultierte.
Aus einer Untersuchung aus dem Jahr 2018 folgte unter Einbeziehung von Beobachtungen bis Februar 2018 und unter Berücksichtigung des Jarkowski-Effekts nur noch eine Einschlagswahrscheinlichkeit von etwa 0,002 %. Eine Neuberechnung mit den gleichen Ausgangsdaten ergab im Jahr 2020 nur noch eine Einschlagswahrscheinlichkeit von 0,0008 % mit einer Gefahreneinstufung von −2,45 auf der Palermo-Skala. Eine neue Untersuchung von 2022 führte unter Einbeziehung von Beobachtungen bis Juli 2021 nur noch zu einer Einschlagswahrscheinlichkeit von 0,0002 %. Und die Verwendung weiterer Beobachtungsdaten bis Dezember 2021 ließ den Wert sogar bis auf 0,000075 % sinken.
Das Center for Near-Earth Object Studies (CNEOS) gibt (auf Grundlage von 1169 Beobachtungsdaten bis zum 1. Februar 2025) für den 16. März 2880 gegen 23:45 Uhr UT noch eine Kollisionswahrscheinlichkeit von 0,039 % (etwa 1:2600) an und eine Gefahreneinstufung von −0,92 auf der Palermo-Skala, also 8,3-mal geringer als die Gefahr eines zufälligen Hintergrundereignisses bis 2880. Bei einer Kollision würde bei einer Auftreffgeschwindigkeit von 18 km/s eine Energie von 75.000 Mt TNT-Äquivalent entsprechend 3,1·1020 J freigesetzt. Zur Einschätzung: Der Chicxulub-Einschlag, welcher vermutlich das Aussterben der Dinosaurier vor 66 Mio. Jahren verursachte, hatte im Vergleich dazu eine 1000-mal größere Aufschlagsenergie.
Es ist zu erwarten, dass bei Gelegenheit der nächsten Annäherung von 1950 DA an die Erde im Februar/März 2032 durch intensive Beobachtung und Radarmessungen deutlich verbesserte Bahnparameter für den Asteroiden bestimmt werden können, so dass die Vorausberechnungen auf das Jahr 2880 dann noch präzisere Ergebnisse liefern könnten.

## Bahneigenschaften
Aus den Bahnelementen, wie sie in der JPL Small-Body Database angegeben sind und die auch den Jarkowski-Effekt berücksichtigen, lässt sich derzeit ableiten:
- Der Asteroid 1950 DA wird sich in den kommenden Jahrhunderten mehrmals anderen Asteroiden bis auf weniger als 8 Mio. km annähern: Im Jahr 2409 der großen (31) Euphrosyne, im Jahr 2597 der (216) Kleopatra, im Jahr 2701 dem kleinen (4217) Engelhardt und im Jahr 2816 der (192) Nausikaa. An die ebenfalls relativ große (78) Diana gibt es bis 2821 insgesamt sieben solcher Annäherungen, davon im Jahr 2456 sogar eine bis auf etwa 2,0 Mio. km. Mit dem Mars gibt es im Jahr 2639 die engste Annäherung bis auf 10,5 Mio. km. Alle diese Begegnungen bewirken aber keine signifikanten Störungen auf die Bahn von 1950 DA.
- Stärkere gravitative Auswirkungen auf die Bahn von 1950 DA haben dagegen die Begegnungen mit der Erde. Bis zum Jahr 2880 wird er der Erde zweimal näher kommen als 5 Mio. km, nämlich am 14. März 2641 bis auf etwa 2,34 Mio. km und am 19. März 2860 bis auf etwa 4,56 Mio. km. Während der ganzen Zeit verringert sich jedoch der Mindestabstand der beiden Umlaufbahnen (MOID, Minimum orbit intersection distance) von Asteroid und Erde von gegenwärtig etwa 6,2 Mio. km stetig bis auf nahe Null erstmals im Jahr 2865. Der Mindestabstand der Umlaufbahnen schwankt in den darauf folgenden Jahren immer in einer geringen Spanne zwischen Null und etwa 200.000 km zueinander.
- Im Jahr 2880 ergibt sich die erste Gelegenheit, bei der sich Asteroid und Erde an diesem Punkt, an dem sich die Umlaufbahnen schneiden, auch selbst nahezu gleichzeitig begegnen. Wenn sich beide Körper zur gleichen Zeit an dieser Stelle aufhielten, könnte es zu einem Zusammenstoß kommen. Diese Gleichzeitigkeit ist aber das entscheidende Kriterium für die Kollisionswahrscheinlichkeit.
- Erde und Asteroid begegnen sich mit einer Relativgeschwindigkeit von etwa 15 km/s. Dem Asteroid bliebe daher maximal ein Zeitfenster von etwa 15 Minuten, um sich gleichzeitig mit der Erde am selben Ort aufzuhalten.
- Durch die derzeit noch vorhandenen Unsicherheiten in der Bestimmung der Bahnelemente des Asteroiden (im Wesentlichen die Wirkung des Jarkowski-Effekts) könnte er aber zu der Zeit, wenn die Erde auf ihrer Bahn am 16. März 2880 wenige Minuten vor Mitternacht UT die Bahn des Asteroiden kreuzt, noch über 16 Tage benötigen, um die „kritische“ Stelle zu erreichen, oder er könnte diese Stelle bereits mehr als 2 Tage zuvor passiert haben. Die statistische Unsicherheit des Aufenthaltsorts des Asteroiden innerhalb dieser Spanne von fast 19 Tagen in Verbindung mit dem oben genannten Zeitfenster von 15 Minuten bestimmt im Wesentlichen die Kollisionswahrscheinlichkeit.
- Über die Bahn des Asteroiden nach seiner Begegnung mit der Erde lassen sich keine konkreten Aussagen treffen, da dies vom tatsächlichen Abstand dieser Begegnung und der dadurch erfolgenden Bahnstörung abhängt.